# 에이즈 음모론
에이즈 음모론은 HIV나 에이즈의 근원과 성질에 대해 주류 과학계와 근본적으로 다른 주장을 하는 것을 가리킨다. 에이즈의 원인은 HIV가 아니라고 주장하는 것이 한 가지이고, 다른 하나는 에이즈 바이러스는 고의적인 목적을 가지고 만들어진 것이라고 주장하는 것이다. 어떤 면에서는 이 두 가지 이론에서 서로 모순되는 면이 있기도 하다.
일부 사람들은 에이즈가 사람이 만들어낸 질병이라고 주장한다. 특정 지역의 인종을 몰살시키기 위해서 일부 과학자가 만들어낸 것이거나, 생물학전 연구 중에 만든 질병이라는 것이다. 어떤 사람들은 다른 원인으로 에이즈가 생겨났다고 주장한다.
- 남아프리카 공화국의 대통령 타보 음베키는 에이즈는 HIV에서 유래하는 것이 아니라 만성적 질병, 영양실조 등과 같은 환경적인 요인 때문에 일어나는 것이라고 비논리적인 음모론을 주장했다.
- 에드워드 후퍼는 그의 저서 《강: HIV와 에이즈의 기원을 찾아서 (The River: A Journey to the Source of HIV and AIDS)》에서 침팬지에서 발견되는 SIV(Simian Immunodeficiency Virus, 유인원 면역결핍 바이러스)가 변형되어 HIV가 나타난 것이라는 음모론을 주장했다. 그에 따르면, 미국 필라델피아 위스타 연구소의 폴란드 출신 바이러스학 박사 Hilary Koprowski가 SIV에 감염된 침팬지의 조직으로 만든 경구 소아마비 백신을 벨기에 연구소 2곳을 통해 1957년부터 1960년까지 벨기에령 콩고지역 주민 약 백만명에게 나누어주었다고 한다. 후퍼는 이 지역이 에이즈 초기 발병 지역과 거의 일치한다고 주장한다.

## 같이 보기
- HIV/AIDS의 역사
- HIV/AIDS 부인주의
- 인수공통감염병